# 伊河畔薩蘭迪
伊河畔薩蘭迪是烏拉圭的城市，由杜拉斯諾省負責管轄，位於該國中部，距離首府杜拉斯諾96公里，始建於1875年12月29日，海拔高度148米，2004年人口7,289。

## 外部連結
- INE map of Sarandí del Yí （页面存档备份，存于）